# АК-15
АК-15, или 6П71 — российский автомат калибра 7,62 мм под патрон 7,62×39 мм. Был создан вместе с автоматом АК-12.
Входит в пятое поколение автоматов Калашникова, вместе с АК двухсотой серии, АК-РМО, АК-12, являясь вариантом последнего.

## История создания
29 января 2018 года в СМИ появилась информация о том, что Министерство обороны Российской Федерации приняло на вооружение автомат АК-15, представляющий собой вариант АК-12, — оружия, использующего для стрельбы патроны калибра 5,45 мм. Согласно требованиям ОКР Ратник должны были быть разработаны два автомата — 5,45 миллиметровый и 7,62 миллиметровый. Последним и явился АК-15.
История разработки АК-15 начинается в 2007 году, когда на ИЖМАШ-е в инициативном порядке руководством предприятия во главе с Николаем Безбородовым были запущены две параллельные программы — АК-200 (не путать с АК двухсотой серии) и АК-300, представляющие из себя разной степени глубины модернизации автоматов сотой серии. Плодом наработок по АК-300 впоследствии стал АК-РМО. До 2012 года продолжалась активная разработка АК-200, однако с приходом в предприятие Владимира Злобина приоритетной разработкой стал АК-12 конструкции Злобина, а не АК-200. Тем не менее, в 2014-м работы по АК-200 возобновились в связи с тем, что 7,62 мм автомат конструкции Злобина так и не попал на конкурс. Автомат АК-103-3, представляющий из себя АК-200 с определённым набором улучшений. В 2015-м автомат Злобина окончательно провалился, Злобин прекратил разработки по Ратнику, разработка АК-103-3 продолжилась и привела к созданию АК-400. Развитием АК-400 стали АК-12 образца 2016 года и АК-15. Автоматы удовлетворяли требованиям Ратника и успешно прошли испытания.
В ходе конкурса был представлен вариант автомата с коротким стволом — АК-15К, однако такой вариант автомата развития не получил.
В начале 2018 года Минобороны приняло решение взять на вооружение оба новых автомата: АК-12 предназначен главным образом для общевойсковых подразделений, АК-15 — для подразделений специального назначения, в связи с особенностями каждого из боеприпасов, используемых автоматами.
Как и АК-12, АК-15 получил обновление в 2020 году.

## Особенности АК-15 обр. 2016-го года
- цевьё вывешено на ствольной коробке и не касается ствола, накладка на газовой трубке жёстко крепится на цевье и не ограничивает колебаний ствола;
- газовая трубка стала несъёмной, для её чистки извлекается передняя заглушка;
- дульный тормоз устанавливается на байонет вместо резьбы и может быть быстро заменён на тактический глушитель. Передний край дульного тормоза представляет собой твердосплавную коронку для разбивания стёкол;
- крышка ствольной коробки для повышения жёсткости её крепления вставляется задней частью в пазы ствольной коробки и фиксируется поперечным штифтом в передней части;
- крышка ствольной коробки и цевье оснащены планками Пикатинни, которые сверху образуют единую линию, что обеспечивает удобную и повторяемую установку дневных и ночных прицелов различных типов;
- на цевье снизу имеется дополнительная планка Пикатинни для установки аксессуаров — передней рукояти, фонаря, лазерного указателя и т. п. На ствольной накладке предусмотрена возможность установки боковых планок Пикатинни;
- мушка открытого прицела перенесена на газовый блок, апертурный целик устанавливается на планку Пикатинни максимально близко к прикладу, имеет возможность введения боковых поправок; возможна установка щелевого целика;
- предохранитель/переводчик режимов огня 6Ч63.Сб11 имеет 4 положения (предохранитель — АВ (автоматический огонь) — 2 (отсечка очереди длительностью 2 выстрела) — ОД (одиночные)), а также имеет дополнительную «полочку» под указательный палец, обеспечивающую более удобное переключение режимов огня без изменения хвата стреляющей руки. Конструктивно предохранитель отличается от предыдущих вариантов. Теперь, сам флажок предохранителя не взаимодействует с выштамповками, фиксирующими переводчик в режимах огня, а выполняет только функции пылезащитной шторки, блокировки движения затворной рамы. Педаль под указательный палец, имеющая форму дуги с центром кривизны ниже предохранителя и с насечкой уменьшающей вероятность соскальзывания пальца, является частью флажка. На флажке с внутренней стороны на две клёпки крепится пластинчатая пружина с выштамповкой, которая и фиксирует положения предохранителя. При этом УСМ отличается от других АК с режимом отсечки очереди, обладая усовершенствованной и изменённой реализацией отсечки очереди поздних АК-103-2. При этом, в режиме стрельбы с отсечкой очереди, при отпускании спускового крючка до произведения 2 выстрелов (после одного), УСМ займёт положение взвода перед отсечкой, то есть при последующем нажатии на спусковой крючок повторится отсечка длительностью в три выстрела;
- автомат оснащён складывающимся влево регулируемым по длине (4 позиции) прикладом из ударопрочного пластика. В нижней части есть прорезь для ремешка затыльника приклада, входящего в комплект ГП. На приклад предусмотрена установка регулируемой щеки комплекта 6Ч63. Щека прошла госиспытания и входила в комплект поставки автомата, но заказчик не стал её закупать. Проблемами нового приклада стали люфт в сложенном состоянии и уникальные QD-антабки;
- пистолетная рукоять 6Ч63.Сб18 сделана более эргономичной и оснащена футляром, в котором можно разместить электробатареи для прицелов или медикаменты;
- отсутствуют крепления шомпола, который сделан разборным и перенесён в пенал в пистолетной рукояти;
- штатные магазины оснащены прозрачными вставками, через которые можно визуально определить количество патронов; В отличие от магазинов АК-12, магазины АК-15 не имеют скоса пятки магазина для упора в твёрдую поверхность;
- под стволом возможна установка штык-ножа или 40-мм гранатомёта ГП-25, ГП-30, ГП-34 или других гранатомётов с таким же креплением.
- ПМС — прибор малошумной стрельбы появился как в варианте для АК-12 (6Ч60), так и в варианте для АК-15 (6Ч61). Внешне они одинаковы, но различить их можно по маркировке с калибром у основания прибора. Устанавливается на место стандартного ДТК. В отличие от многих более ранних российских и советских глушителей не имеет обтюратора, потому данный прибор не является ПБС.

## Особенности АК-15 обр. 2019-го года
- Новый модульный телескопический шестипозиционный «Г-образный» приклад с улучшенной эргономикой с регулируемым по высоте затыльником приклада. Возможна установка модуля с регулируемой по высоте щекой и возможностью удержания «по-пулемётному», модуль устанавливается на рельсу в нижней части приклада (Приклад с таким модулем и щекой установлен на прототип РПЛ-20, приклад без модулей — на ППК-20), однако данная щека некомплектна. В комплект поставки может входить щека, аналогичная так называемой щеке АК-ЭВО. Она располагается в передней части приклада и имеет регулировку по вертикали. Новый приклад не обладает некоторыми проблемами предыдущего, но сохраняет другие: сохранился люфт в сложенном состоянии, но QD-антабка стандартная, а не уникальная. Втулка под крепление 6Ш124 находится в основании приклада и доступна как с левой, так и с правой стороны. В отличие от некоторых коммерческих моделей, данный приклад армирован и выдерживает отдачу ГП. Как и приклад 2016 года имеет прорезь для ремешка затыльника приклада, входящего в комплект ГП.
- Новая пистолетная рукоять. Её особенностями являются тот факт, что она соединена со спусковой скобой и тот факт, что кнопка извлечения пенала расположена под указательный палец, двусторонняя. Для извлечения пенала нет необходимости нажимать на обе стороны кнопки.
- Новый диоптрический целик. Его длина была в том числе уменьшена для того, чтобы была возможна установка комплекса коллиматорного прицела 1П87 с увеличителем 1П90 в пределах планки крышки ствольной коробки. Из-за изменённой конструкции, замена на щелевой целик невозможна. Диоптрический целик регулируется по горизонтали инструментом, при приведении автомата к нормальному бою. Регулировка по вертикали производится без инструмента.
- Разборный шомпол теперь располагается внутри цевья.

## Эксплуатанты
- Бангладеш: в январе 2022 года закуплено 2000 АК-15 для подразделений специального назначения сухопутных войск.
- Россия: 
  - Росгвардия: автоматы АК-12 и АК-15 приняты на вооружение в январе 2018 года.
  - МВД России: автоматы АК-12 и АК-15 приняты на вооружение ОВД России в 2023 году.[1]

## Галерея

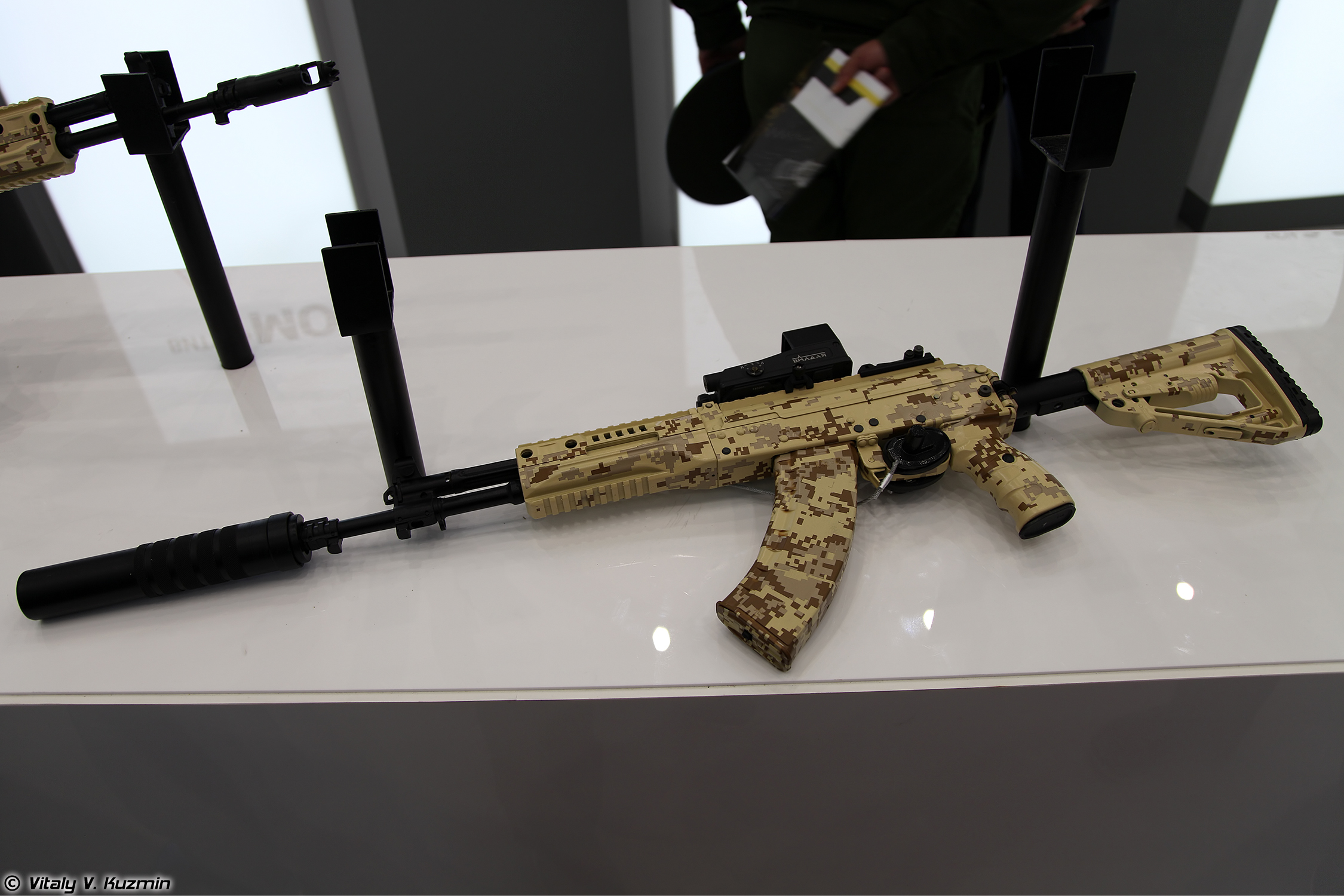
АК-15 на выставке «Армия-2016»
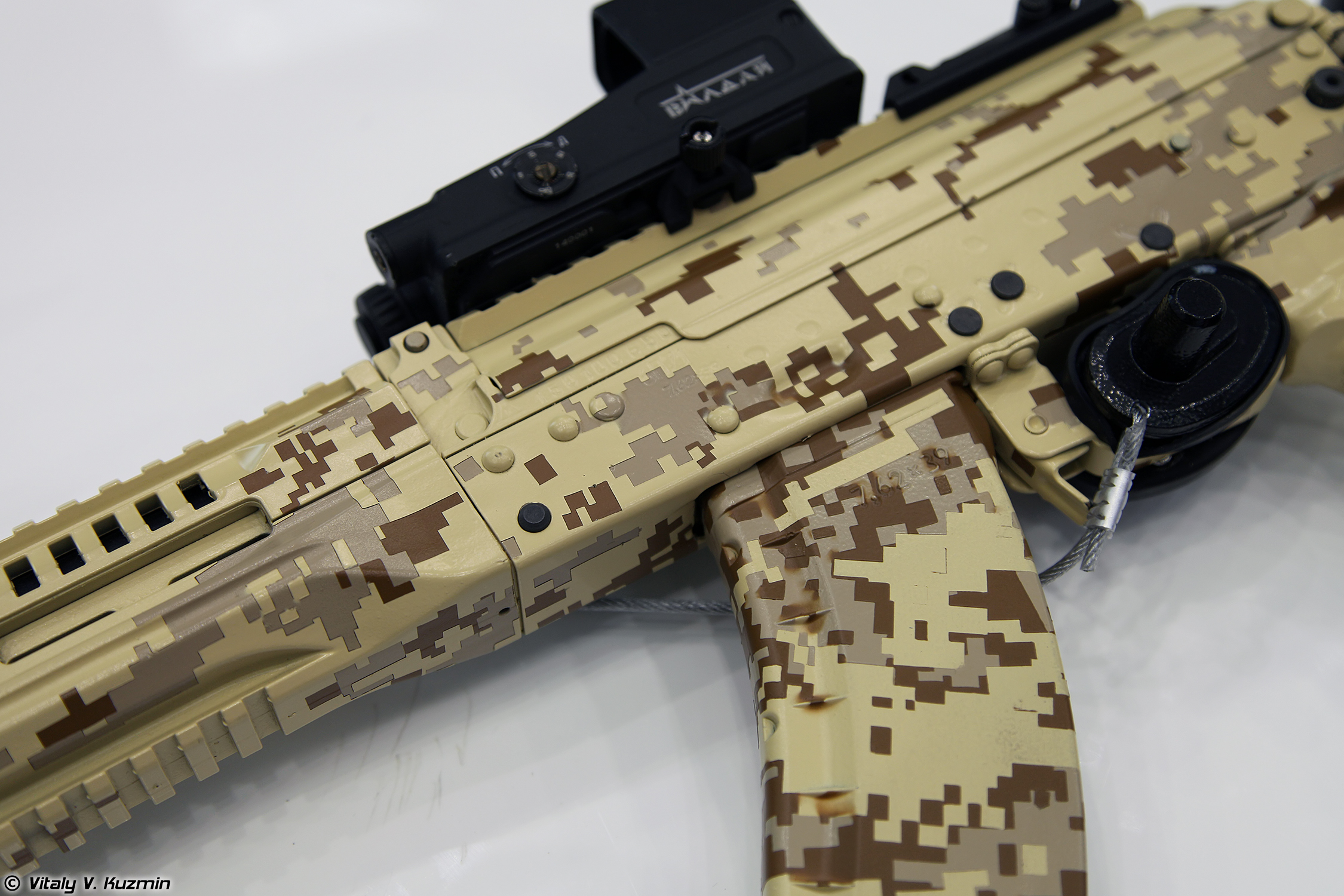
АК-15 на выставке «Армия-2016»
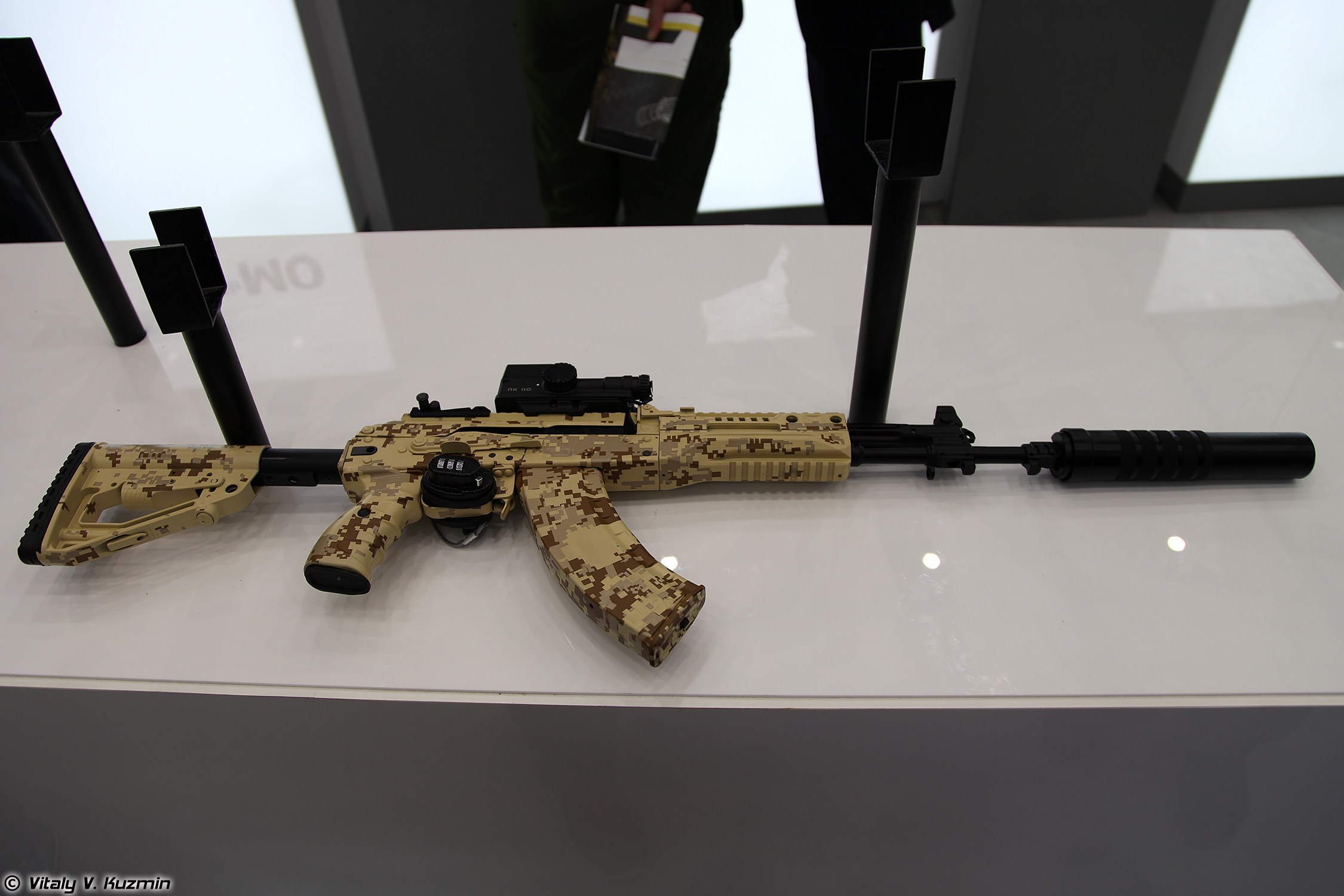
АК-15 на выставке «Армия-2016»